# Ovcearivka, Mena
Ovcearivka (în ucraineană Овчарівка) este un sat în comuna Kukovîci din raionul Mena, regiunea Cernihiv, Ucraina.

## Demografie
Componența lingvistică a localității Cervonîi Maiak
     Ucraineană (93,15%)
     Rusă (5,48%)
     Belarusă (1,37%)
Conform recensământului din 2001, majoritatea populației localității Ovcearivka era vorbitoare de ucraineană (93,15%), existând în minoritate și vorbitori de rusă (5,48%) și belarusă (1,37%).